# Animere jezik
Animere jezik (anyimere, kunda; ISO 639-3: anf), jedan od dva jezika podskupine Kebu-Animere, šire skupine left bank koja pripada u kwa, i kojim govori oko 700 ljudi (2003) u selima Kecheibi i Kunda u Gani.
Srodan je jeziku kebu.

## Vanjske poveznice
- Ethnologue (14th)
- Ethnologue (15th)